# Az osztrák–magyar forint pénzjegyei
Az osztrák–magyar forint pénzjegyei az 1867-1892 közötti forintkészpénz részét képezték. Egy részüket (a bankjegyeket) az Osztrák–Magyar Bank (Oesterreichisch-ungarische Bank), más részüket (az államjegyeket) a Császári és Királyi Birodalmi Központi Pénztár (K.u.K. Reichs-Central-Casse) bocsátotta ki, így az előbbi értékét a bank, az utóbbiét az állam szavatolta (ezt fejezte ki, hogy az érmékhez hasonlóan az államjegyeken is szerepelt az uralkodó arcképe). A bankjegyek és az államjegyek egyenlő értékkel vettek részt a forgalomban.
A pénzjegyek két oldala azonos küllemű volt, egyik oldalon magyar, a másikon német nyelvű feliratokkal. A pénzjegyeket osztrák művészek tervezték és a bécsi pénzjegynyomdában készültek réznyomásos eljárással. A nagyobb címletű pénzjegyek (az 50, a 100 és az 1000 forintos) ma milliós értékű gyűjtői ritkaságok.

## Az Osztrák–Magyar Bank bankjegyei
A bankjegyeket Josef Storck és Ferdinand Laufberger tervezte.
| Kép                                            | Kép      | Névérték    | Méret        | Leírás              | Leírás              | Dátumok        | Dátumok           | Dátumok           |
| Előoldal                                       | Hátoldal | Névérték    | Méret        | Előoldal            | Hátoldal            | Nyomtatás      | Kibocsátás        | Visszavonás       |
| ---------------------------------------------- | -------- | ----------- | ------------ | ------------------- | ------------------- | -------------- | ----------------- | ----------------- |
|                                                |          | 10 forint   | 132 × 89 mm  | Női modellek        | Női modellek        | 1880. május 1. | 1881. január 3.   | 1903. február 28. |
|                                                |          | 100 forint  | 153 × 107 mm | Allegorikus alakok  | Allegorikus alakok  | 1880. május 1. | 1881. október 31. | 1904. április 30. |
|                                                |          | 1000 forint | 180 × 126 mm | Fiatal női modellek | Fiatal női modellek | 1880. május 1. | 1881. október 31. | 1904. április 30. |
| A képeken 0,7 pixel felel meg 1 milliméternek. |          |             |              |                     |                     |                |                   |                   |

## A Császári és Királyi Birodalmi Központi Pénztár államjegyei
Az államjegyeket Josef Storck és August Eisenmenger tervezte.
| Kép                                            | Kép      | Névérték  | Méret        | Leírás                               | Leírás                               | Dátumok         | Dátumok          | Dátumok           |
| Előoldal                                       | Hátoldal | Névérték  | Méret        | Előoldal                             | Hátoldal                             | Nyomtatás       | Kibocsátás       | Visszavonás       |
| ---------------------------------------------- | -------- | --------- | ------------ | ------------------------------------ | ------------------------------------ | --------------- | ---------------- | ----------------- |
|                                                |          | 1 forint  | 71 × 112 mm  | I. Ferenc József                     | I. Ferenc József                     | 1882. január 1. | 1882. október 6. | 1890. június 30.  |
|                                                |          | 1 forint  | 68 × 105 mm  | I. Ferenc József, puttók             | I. Ferenc József, puttók             | 1888. július 1. | 1889. július 13. | 1890. június 30.  |
|                                                |          | 5 forint  | 136 × 92 mm  | I. Ferenc József, női modellek       | I. Ferenc József, női modellek       | 1881. január 1. | 1881. október 1. | 1903. február 28. |
|                                                |          | 50 forint | 170 × 110 mm | I. Ferenc József, allegorikus alakok | I. Ferenc József, allegorikus alakok | 1884. január 1. | 1884. május 23.  | 1903. február 28. |
| A képeken 0,7 pixel felel meg 1 milliméternek. |          |           |              |                                      |                                      |                 |                  |                   |

### Magyarul
- Adamovszky István. A guldenrendszer 1759-1891. adamo, Budapest (2007). ISBN 978-963-87497-0-3
- Rádóczy Gyula, Tasnádi Géza. Magyar papírpénzek 1848-1992. Danubius Kódex Kiadói Kft (1992). ISBN 963-7434-11-9

### Németül
- Austria Netto Katalog Österreich - Münzkatalog 2008 (Münzen ab 1780 mit Banknoten ab 1759) [ANK Ausztria Érmekatalógus 2008 (érmék 1780-tól, bankjegyek 1759-től)]. Netto-Marktpreiskatalog „Austria", Wien (2008). ISBN 3-901678-97-2